# Archeologické nálezy na Zlaté stezce
Archeologické nálezy na Zlaté stezce lze roztřídit dle tří hlavních tras stezky mířících ze tří jihočeských měst Prachatice, Kašperské Hory a Vimperk do německého Pasova. Nalezené předměty spadají do různých časových období. Archeologické výzkumy probíhaly na kvótovaných úsecích

## 1. trasa Prachatice–Pasov
Libínské Sedlo – ves se nachází 4 kilometry jižně od Prachatic. V katastru obce se našlo několik bronzových předmětů – kopí a sekerka, oba jsou umístěny v Prachatickém muzeu. Pod obcí se našla železná podkova. (Úsek II)
Albrechtovice – u obce poblíž stezky byly objeveny 4 pravěké mohyly. (Úsek III)
Záblatí – při cestě z Albrechtovic nalezeno hornické kladívko a podkova. Během kopání plynovodu u silnice došlo k nálezu keramických střepů z 16. století. (Úsek IV)
Blažejovice – poblíž vsi se našly středověká válečná sekera datovaná do 15. století, množství podkov a železné kopí z období vrcholného středověku. (Úsek VII a VIII) V roce 1998 při záchranném archeologickém průzkumu byly v úseku VII (b3, b4) objeveny zbytky kamenného dláždění stezky.